# Nioro Tougouné Rangaba
Nioro Tougouné Rangaba è un comune rurale del Mali facente parte del circondario di Nioro du Sahel, nella regione di Kayes.
Il comune è composto da 18 nuclei abitati:
- Banna Kaarta
- El Gaoussa
- Filfilodé
- Fossé Rangabé
- Gourel Haïré
- Guinba Nianga
- Guinbel Bouna
- Hamadi Oumourou
- Hamaké
- Kahi Ouolof
- Kothiéwane
- Mougna Ouolof
- Nioro Tougouné Ouolof
- Nioro Tougouné Rangaba
- Sabou Allah
- Séoundé
- Sobéla Débékouroumba
- Tintiba